# 山榄
山榄（学名：Planchonella obovata）为山榄科山榄属下的一个种。

## 扩展阅读
- 維基物種上的相關：山榄